# Bielkiszki (leśniczówka)
Bielkiszki (biał. Бялькішкі; ros. Белькишки) – dawna leśniczówka. Tereny, na których była położona, leżą obecnie na Białorusi, w obwodzie grodzieńskim, w rejonie ostrowieckim, w sielsowiecie Ostrowiec.

## Historia
W czasach zaborów leśniczówka w gminie Polany, w powiecie oszmiańskim, w guberni wileńskiej Imperium Rosyjskiego.
W latach 1921–1945 leśniczówka leżała w Polsce, w województwie wileńskim, w powiecie oszmiańskim, w gminie Polany.
W 1931 wieś w 1 domu zamieszkiwały 4 osoby.